# Vitória (Porto)
Vitória è una ex freguesia (frazione) del concelho (comune) di Porto in Portogallo.
In seguito all'entrata in vigore della legge n.º 11-A/2013 del 28 gennaio, è stata soppressa ed è stata accorpata nella neocostituita União das Freguesias de Cedofeita, Santo Ildefonso, Sé, Miragaia, São Nicolau e Vitória.